# Hare Conditioned
Hare Conditioned és un curtmetratge d'animació dirigit per Chuck Jones el 1945, protagonitzat per Bugs Bunny i un director d'uns grans magatzems.

## Argument
Bugs representa un empleat que està encarregat de vendre un conjunt de càmping, el seu cap decideix traslladar-lo a un altre departament però Bugs fuig. Després d'haver-li disparat amb un fals fusell, Bugs disfressat de senyora fa rodar el director, el conill i el cap fan nombroses anades i vingudes en diferents botigues abans de fer una nova carrera-persecució als ascensors.